# Retenez-moi... ou je fais un malheur!
Retenez-moi… ou je fais un malheur (noto anche come The Defective Detective) è un film commedia francese del 1984 diretto da Michel Gérard.

## Trama
Il poliziotto americano Jerry Logan arriva a Strasburgo per vedere la sua ex, Marie-Christine, risposatasi con Laurent Martin, un rappresentante di articoli casalinghi. L'attività di quest'ultimo nasconde però un traffico di opere d'arte e Jerry sarà, a sua insaputa, utilizzato come contrabbandiere. Senza contare sulla sua goffaggine che sconvolgerà i piani di Laurent...

## Produzione
Nel 1984 Jerry Lewis accettò di girare in Francia questo film e Par où t'es rentré? On t'a pas vu sortir di Philippe Clair, solo a condizione che non venissero mai distribuiti sul mercato statunitense.